# Tobias Wolff (Schriftsteller)

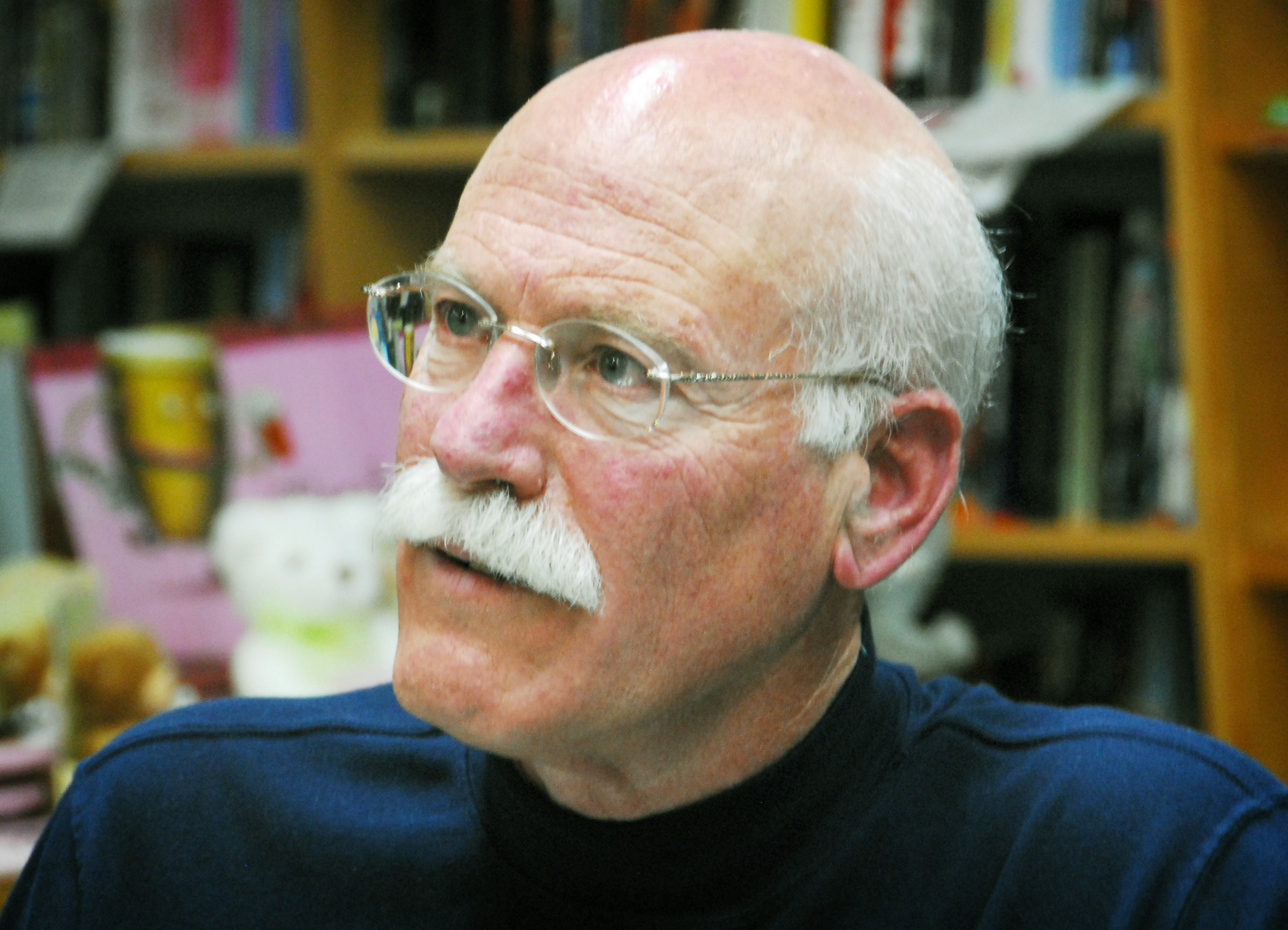
Tobias Wolff (2008)

Tobias Jonathan Ansell Wolff (* 19. Juni 1945 in Birmingham, Alabama) ist ein US-amerikanischer Schriftsteller, der insbesondere durch seine Kurzgeschichten und autobiografischen Erinnerungen bekannt wurde.

## Leben
Von 1980 bis 1997 lehrte er an der Syracuse University im US-Bundesstaat New York Literatur am gleichen Lehrstuhl wie Raymond Carver, mit dem er befreundet war. Seit 1997 ist Wolff in Stanford (Kalifornien) Professor an der School of Humanities and Sciences der Stanford University, wo er Kreatives Schreiben (Creative Writing) unterrichtet.
Wolff schilderte sein Leben in zwei Memoirenbänden: In This Boy’s Life (1989) beschrieb er Erlebnisse aus seiner Schulzeit und schilderte darin auch das schlechte Verhältnis zu seinem autoritären Stiefvater Dwight Hansen (1912–1992). Das Buch diente als Vorlage für den gleichnamigen Film This Boy’s Life (1993) mit Leonardo DiCaprio, Robert De Niro und Ellen Barkin in den Hauptrollen. In seinem Buch In Pharaoh's Army (1994) ging Wolff auf seine Erfahrungen im Vietnamkrieg ein.
Für seine Novelle The Barracks Thief (1984) gewann er 1985 den PEN/Faulkner Award for Fiction. Seit 2009 ist er gewähltes Mitglied der American Academy of Arts and Sciences und seit 2014 der American Academy of Arts and Letters.
Tobias Wolff ist verheiratet und hat drei Kinder.

## Werke
- Ugly Rumours, 1975 – Roman
- In the Garden of the North American Martyrs, 1981 – Kurzgeschichten
- Hunters in the Snow (dt. Jäger im Schnee), 1982 – Kurzgeschichten
- Matters of Life and Death: New American Stories, 1983 – Kurzgeschichten
- The Barracks Thief (dt. Der Kasernendieb und fünf andere Geschichten, ISBN 3-492-03561-2), 1984 – Novelle
- Back in the World (dt. Wieder im Bilde), 1985 – Kurzgeschichten
- This Boy’s Life (dt. Das Herz ist ein dunkler Wald / This Boy’s Life, ISBN 3-499-22254-X), 1989  Memoiren, Verfilmung 1993
- Best American Short Stories, 1994, Herausgeber
- The Vintage Book of Contemporary American Short Stories, 1994, Herausgeber
- In Pharaoh's Army (dt. In der Armee des Pharaos. Erinnerungen an den verlorenen Krieg, ISBN 3-8077-0325-X), 1994 – Memoiren
- Two Boys and a Girl (Bloomsbury Birthday Quids), 1996  Kurzgeschichten
- The Night in Question (dt. Die entscheidende Nacht, ISBN 3-8333-0510-X), 1997 – Kurzgeschichten,
- Old School (dt. Alte Schule, ISBN 3-8270-0527-2), 2003 – Roman
- Our Story Begins: New and Selected Stories, 2008 (dt. Unsere Geschichte beginnt: Erzählungen, übersetzt von Frank Heibert; Berlin Verlag, Berlin 2011 ISBN 3-8270-0852-2)